# Shoreprovning

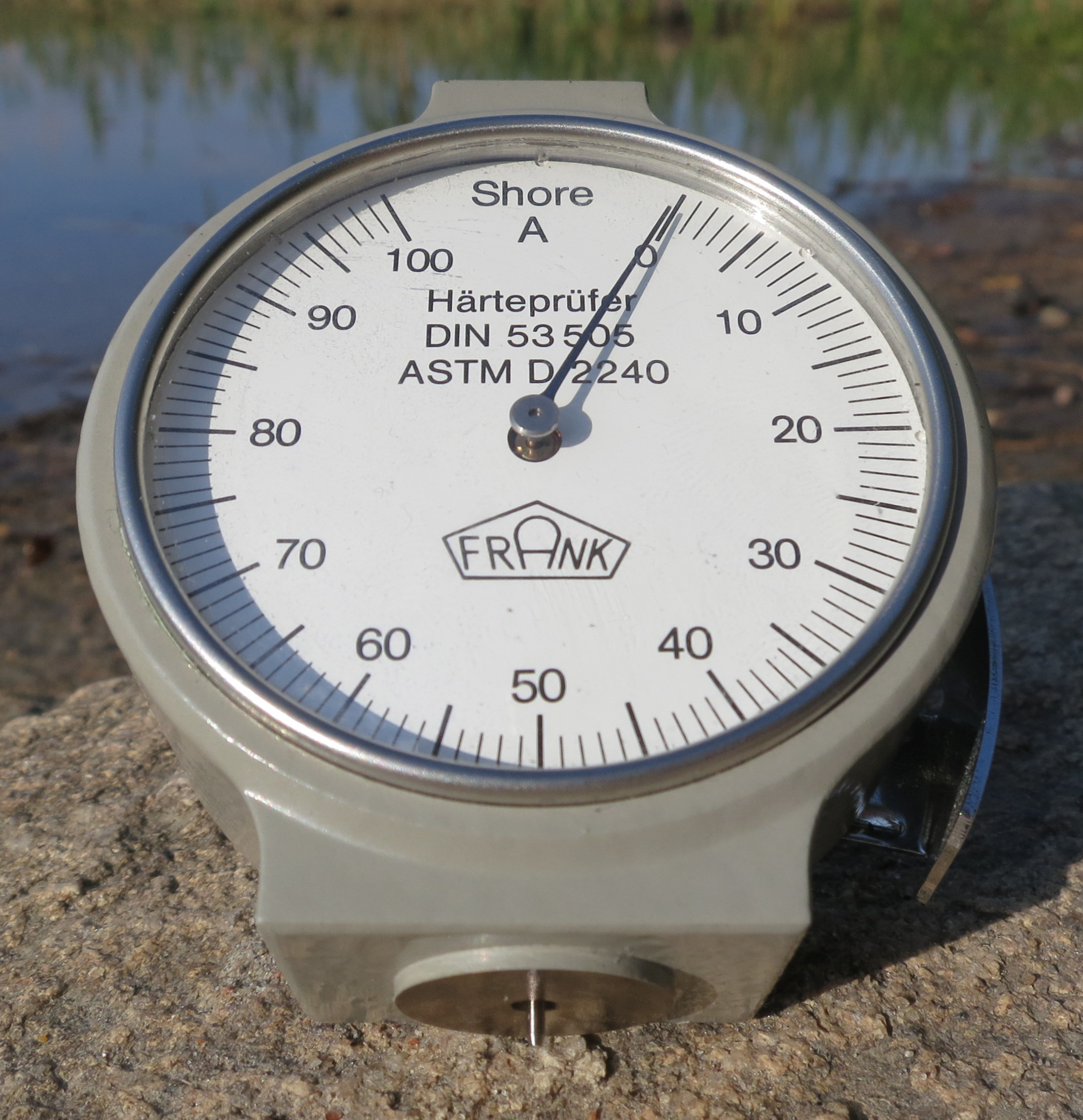
Handburen durometer för Shoreprovning

Shoreprovning är en metod för att fastställa hårdheten hos elastiska material (gummi och vissa plaster, elastomerer). Den är namngiven efter Albert F. Shore, som införde denna typ av provning på 1920-talet.
| Klass | Mätspets      | Tryckkraft (gf) | Materialtyp               |
| 00    | Kula Ø2,38 mm | 113             | cellgummi, cellplast      |
| A0    | Kula Ø5,0 mm  | 822             | mjukt gummi               |
| 0     | Kula Ø2,38 mm | 822             | mjukt gummi               |
| A     | Stympad kon   | 822             | normalt gummi             |
| B     | Skarp kon     | 822             | medelhårt gummi           |
| C     | Stympad kon   | 4 550           | medelhårt gummi           |
| D0    | Kula 2,38 mm  | 4 550           | textil "textile windings" |
| D     | Skarp kon     | 4 550           | hårt gummi, plast         |

Metoden innebär att en provspets i form av en kula eller en kon trycks med en specificerad kraft mot provföremålet. Storleken på den deformation som då uppkommer används som mått på materialets hårdhet. Mätinstrumentet kallas durometer, och resultatet uttrycks i °Sh, på skalan 0-100 inom respektive klass. Durometrar finns både som små handburna apparater och som fasta stativ. Mätning i fasta stativ ger de pålitligaste resultaten.
Tabellen visar de olika Shore-klasserna. Klassbeteckningen måste alltid anges tillsammans med gradtalet för att uppgiften ska bli meningsfull. 0 °Sh innebär ett av mätspetsen fullständigt intryckt mjukt material; 100 °Sh innebär ett mycket hårt material. Om mätresultatet visar <10 °Sh eller >90 °Sh är mätningen inte tillförlitlig. Mätningen måste då göras om med mätspets från intilliggande klass.
Dessa elastiska material anpassar sig långsamt till det nya förhållandet, när de utsätts för durometerns tryck. Man måste därför vänta en stund innan avläsning sker. De tider som föreskrivs i standardpublikationerna ligger inom intervallet 1 till 15 sekunder.
Specifikation av mätmetoden beskrivs i följande standardpublikationer:
- ISO 868 (plaster)
- ISO 7619 (gummi)
- ASTM D2240 (gummi)
- DIN 53305